# Rohacz Płaczliwy

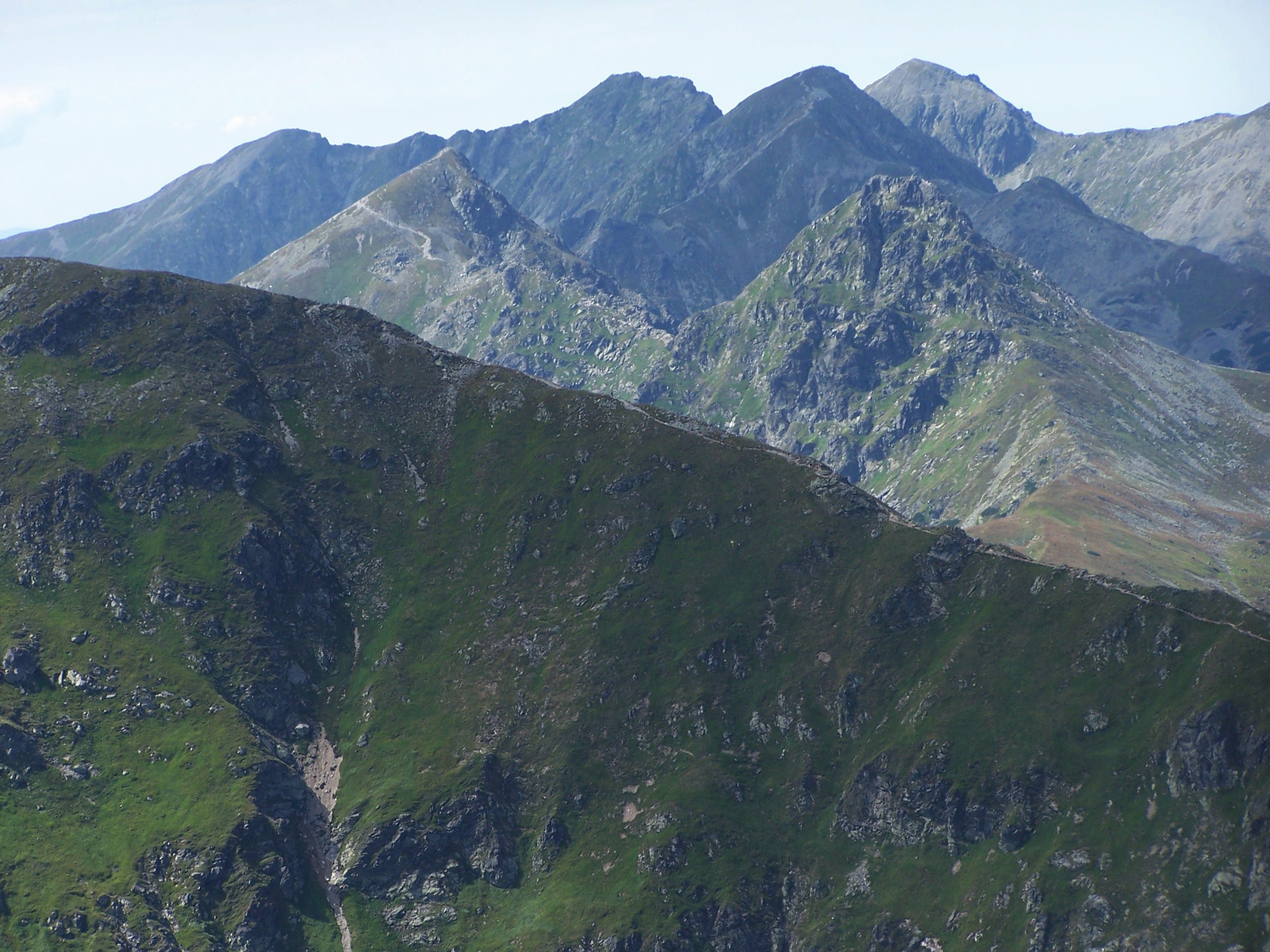
Rohacz Płaczliwy i Ostry na tle szczytów Tatr Zachodnich. Widok z Czubika

Rohacz Płaczliwy (słow. Plačlivé, Plačlivô, Plačlivý Roháč) – szczyt w słowackich Tatrach Zachodnich o wysokości 2126 m n.p.m. Znajduje się w grani głównej Tatr Zachodnich pomiędzy Rohaczem Ostrym (2086 m), oddzielony od niego Rohacką Przełęczą (1962 m), a Trzema Kopami (2136 m), od których dzieli go Smutna Przełęcz (1963 m). Wzniesienie w połogiej części jego zachodniej grani, tuż za Smutną Przełęczą, gdzie znajdują się liczne, sztuczne kamienne kopczyki, nosi nazwę Nogawica (słow. Nohavica, 2050 m). Północne, bardzo strome ściany Rohacza Płaczliwego opadają zerwą ok. 200–250 m wysokości do polodowcowego kotła Doliny Smutnej. W południowym kierunku odbiega od niego boczny grzbiet, poprzez Żarską Przełęcz do Barańca. Rozdziela on Dolinę Jamnicką od Doliny Żarskiej.
Jest to jeden z dwu szczytów Rohaczy – wyższy od Rohacza Ostrego, ale o nieco łagodniejszych kształtach. Doskonały punkt widokowy. Obydwa Rohacze są bardzo popularnymi celami turystycznymi. Od szczytu Rohacza Płaczliwego w kierunku zachodnim ciągnie się skalista grań o długości prawie 1 km. W niektórych miejscach szlak turystyczny prowadzi tą granią, ponad przepaścistą ścianą północną, odcinki te można jednak ominąć ścieżką prowadzącą bardziej łagodnym południowym zboczem. Najbardziej eksponowany jest odcinek Rohackiego Konia.
Szczyt uczęszczany był od dawna, m.in. zwiedzał go Juliusz Kossak, Mieczysław Karłowicz, Tytus Chałubiński. Najstarsze odnotowane wejście należy do Pála Kitaibela ok. 1804 r. W 1813 r. Ludwik Zejszner i Göran Wahlenberg zmierzyli jego wysokość barometrycznie. Stromą północną ścianę zdobyli w 1907 r. bracia Walery Goetel i Ferdynand Goetel oraz Tadeusz Pawlewski. Pierwszego wejścia zimowego dokonał w 1911 r. Mariusz Zaruski, Janusz Żuławski z grupą taterników.
Dokładne badania florystyczne przeprowadził w 1880 r. Bolesław Kotula.

## Szlaki turystyczne
– czerwony biegnący granią główną Tatr Zachodnich z Trzech Kop przez Smutną Przełęcz na Rohacz Płaczliwy, stąd dalej na Rohacz Ostry i przez Jamnicką Przełęcz na Wołowiec. Jest to najtrudniejszy technicznie i najbardziej eksponowany szlak Tatr Zachodnich.
- Czas przejścia ze Smutnej Przełęczy na szczyt Rohacza Płaczliwego: 45 min, ↓ 30 min
- Czas przejścia z Rohacza Płaczliwego na Rohacz Ostry: 1 h, z powrotem tyle samo

  – żółty szlak z Rohacza Płaczliwego przez Żarską Przełęcz na Smrek i Baraniec. Czas przejścia na Baraniec: 2:05 h, z powrotem tyle samo